# Macromphaliinae
Los macronfaliinos (Macromphaliinae) es una subfamilia del orden de los  lepidópteros (mariposas, y polillas). 

## Géneros
- Artace - Euglyphis - Macromphalia - Nesara - Titya - Tolype[1]